# Ryan Getzlaf
Ryan Getzlaf (* 10. května 1985 Regina, Saskatchewan, Kanada) je bývalý kanadský hokejový útočník.

## Kariéra

### Juniorská kariéra
V lize Western Hockey League začal hrát po dorosteneckém draftu WHL 2000, na kterém byl vybrán ve 3. kole na 54. místě celkově a po úspěšné sezóně 2002–03 byl vybrán ve vstupním draftu NHL 2003 na celkově 19. místě týmem Mighty Ducks of Anaheim. Po draftu se Getzlaf vrátil k týmu Calgary Hitmen a v sezóně 2003–04 si připsal 75 bodů ve 49 zápasech. Ve své poslední sezóně za Calgary Hitmen utrpěl otřes mozku po srážce s Dionem Phaneufem z týmu Red Deer Rebels.

### Profesionální kariéra
Poté, co na konci sezóny 2004-05 vypadli s Calgary Hitmen z playoff juniorské ligy WHL, hrál Getzlaf v playoff ligy AHL za farmářský tým Aneheimu Ducks Cincinnati Mighty Ducks. V sezóně 2005-06 debutoval v NHL, když za Anaheim Ducks odehrál 57 zápasů a připsal si v nich 39 bodů. Část sezóny odehrál ve farmářském týmu Portland Pirates. S Anaheimem se dostali až do finále západní konference, ale tam byli pokořeni v pětizápasové bitvě Edmontonem Oilers. V sezóně 2006-07 hrál ve všech 82 zápasech základní části a zaznamenal 58 bodů. V týmu hrál v druhém útoku s Coreym Perrym a Dustinem Pennerem. Tento útok byl nazván „Kid Line“ (Dětský útok) a dohromady nasbírali 147 bodů. V roce 2007 pomohl Getzlaf Anaheimu do finále Stanley Cupu, kde porazili Ottawu Senators a vyhráli první Stanley Cup v historii klubu. Getzlaf byl v playoff nejproduktivnějším hráčem týmu. V listopadu 2007 podepsal s Anaheimem novou pětiletou smlouvu (končící v roce 2012) na 26 625 000 USD. V sezóně 2007–08 hrál ve svém prvním utkání hvězd NHL a byl nejproduktivnějším hráčem týmu. Před sezónou 2008-09 byl jmenován společně s Chrisem Prongerem zástupcem kapitána Scotta Niedermayera. V polovině sezóny byl zvolen do svého druhého utkání hvězd NHL a připsal si 91 kanadských bodů, což bylo nejvíc v týmu a stačilo mu to na šesté místo v celé lize. Před sezónou 2010–11 si jej spoluhráči zvolili za svého kapitána.

### Mezinárodní kariéra
Getzlaf debutoval v kanadské reprezentaci v kategorii do 17 let na šampionátu sedmnáctiletých v roce 2002 v Manitobě a připsal si 9 bodů v 6 zápasech. V následujícím roce reprezentoval na Mistrovství světa do 18 let 2003, kde 4 body v 7 zápasech pomohl Kanadě ke zlatým medailím. Po draftu NHL nastoupil na Mistrovství světa juniorů v letech 2004 a 2005. V roce 2005 vyhrál MSJ talentovaný tým Kanady, který měl mimo Gatzlafa na soupisce Coreyho Perryho, Sidneyho Crosbyho, Patrice Bergerona a nebo Diona Phaneufa. Po třetí sezóně v Anaheimu Ducks byl pozván do kanadské reprezentace na Mistrovství světa 2008 v Kanadě a v 9 zápasech si připsal 14 kanadských bodů. Na konci roku 2009 byl vybrán do kanadské reprezentace pro zimní olympijské hry 2010 ve Vancouveru, kde s reprezentací vyhrál zlatou medaili.
5. dubna 2022 oznámil budoucí konec kariéry. V Anaheim Ducks působil 17 let z toho 12 let byl kapitánem týmu.
25. dubna 2022 odehrál svůj poslední zápas v Honda Center, Anaheim prohrál proti Blues 3:6. Getzlaf dokonce na poslední gól nahrával.

## Úspěchy

### Individuální úspěchy
- WHL (East) 1. All-Star Team – 2003–04
- WHL (East) 2. All-Star Team – 2004–05
- Sestava NHL YoungStars – 2007
- NHL All-Star Game – 2008, 2009, 2015

### Kolektivní úspěchy
- Zlatá medaile na MS do 18 let – 2003
- Stříbrná medaile na MSJ – 2004
- Zlatá medaile na MSJ – 2005
- Clarence S. Campbell Bowl – 2006–07
- Stanley Cup – 2006–07
- Stříbrná medaile na MS – 2008
- Zlatá medaile na ZOH – 2010
- Zlatá medaile na ZOH – 2014

## Prvenství
- Debut v NHL – 5. října 2005 (Chicago Blackhawks proti Anaheim Ducks)
- První gól v NHL – 14. října 2005 (Anaheim Ducks proti Columbus Blue Jackets, kanadskému brankáři Pascal Leclaire)
- První asistence v NHL – 21. října 2005 (Detroit Red Wings proti Anaheim Ducks)
- První hattrick v NHL – 8. listopadu 2013 (Anaheim Ducks proti Buffalo Sabres)

## Klubové statistiky
| Sezóna     | Klub                    | Soutěž     |      | Základní část | Základní část | Základní část | Základní část | Základní část |    | Play off | Play off | Play off | Play off | Play off |
| Sezóna     | Klub                    | Soutěž     | Z    | G             | A             | B             | TM            | Z             | G  | A        | B        | TM       |          |          |
| 2000–01    | Regina Rangers          | SBHL       | 41   | 33            | 41            | 74            | 189           | —             | —  | —        | —        | —        |          |          |
| 2000–01    | Regina Pat Canadians    | SMHL       | 8    | 4             | 3             | 7             | 8             | —             | —  | —        | —        | —        |          |          |
| 2001–02    | Calgary Hitmen          | WHL        | 63   | 9             | 9             | 18            | 34            | 7             | 2  | 1        | 3        | 4        |          |          |
| 2002–03    | Calgary Hitmen          | WHL        | 70   | 29            | 39            | 68            | 121           | 5             | 1  | 1        | 2        | 6        |          |          |
| 2003–04    | Calgary Hitmen          | WHL        | 49   | 28            | 47            | 75            | 97            | 7             | 5  | 1        | 6        | 6        |          |          |
| 2004–05    | Calgary Hitmen          | WHL        | 51   | 29            | 25            | 54            | 102           | 12            | 4  | 13       | 17       | 18       |          |          |
| 2004–05    | Cincinnati Mighty Ducks | AHL        | —    | —             | —             | —             | —             | 10            | 1  | 4        | 5        | 4        |          |          |
| 2005–06    | Portland Pirates        | AHL        | 17   | 8             | 25            | 33            | 36            | —             | —  | —        | —        | —        |          |          |
| 2005–06    | Mighty Ducks of Anaheim | NHL        | 57   | 14            | 25            | 39            | 22            | 16            | 3  | 4        | 7        | 13       |          |          |
| 2006–07    | Anaheim Ducks           | NHL        | 82   | 25            | 33            | 58            | 66            | 21            | 7  | 10       | 17       | 32       |          |          |
| 2007–08    | Anaheim Ducks           | NHL        | 77   | 24            | 58            | 82            | 94            | 6             | 2  | 3        | 5        | 6        |          |          |
| 2008–09    | Anaheim Ducks           | NHL        | 81   | 25            | 66            | 91            | 121           | 13            | 4  | 14       | 18       | 25       |          |          |
| 2009–10    | Anaheim Ducks           | NHL        | 66   | 19            | 50            | 69            | 79            | —             | —  | —        | —        | —        |          |          |
| 2010–11    | Anaheim Ducks           | NHL        | 67   | 19            | 57            | 76            | 35            | 6             | 2  | 4        | 6        | 9        |          |          |
| 2011–12    | Anaheim Ducks           | NHL        | 82   | 11            | 46            | 57            | 75            | —             | —  | —        | —        | —        |          |          |
| 2012–13    | Anaheim Ducks           | NHL        | 44   | 15            | 34            | 49            | 41            | 7             | 3  | 3        | 6        | 6        |          |          |
| 2013–14    | Anaheim Ducks           | NHL        | 77   | 31            | 56            | 87            | 31            | 12            | 4  | 11       | 15       | 10       |          |          |
| 2014–15    | Anaheim Ducks           | NHL        | 70   | 23            | 42            | 65            | 58            | 16            | 2  | 18       | 20       | 6        |          |          |
| 2015–16    | Anaheim Ducks           | NHL        | 77   | 13            | 50            | 63            | 55            | 7             | 2  | 3        | 5        | 4        |          |          |
| 2016–17    | Anaheim Ducks           | NHL        | 74   | 15            | 58            | 73            | 49            | 17            | 8  | 11       | 19       | 8        |          |          |
| 2017–18    | Anaheim Ducks           | NHL        | 56   | 11            | 50            | 61            | 42            | 4             | 0  | 2        | 2        | 18       |          |          |
| 2018–19    | Anaheim Ducks           | NHL        | 67   | 14            | 34            | 48            | 58            | —             | —  | —        | —        | —        |          |          |
| 2019–20    | Anaheim Ducks           | NHL        | 69   | 13            | 29            | 42            | 58            | —             | —  | —        | —        | —        |          |          |
| 2020–21    | Anaheim Ducks           | NHL        | 48   | 5             | 12            | 17            | 43            | —             | —  | —        | —        | —        |          |          |
| 2021–22    | Anaheim Ducks           | NHL        | 56   | 3             | 34            | 37            | 29            | —             | —  | —        | —        | —        |          |          |
| NHL celkem | NHL celkem              | NHL celkem | 1157 | 282           | 737           | 1019          | 960           | 125           | 37 | 83       | 120      | 137      |          |          |

## Reprezentace
| Rok                       | Tým                       | Soutěž                    | Z  | G  | A  | B  | TM |
| ------------------------- | ------------------------- | ------------------------- | -- | -- | -- | -- | -- |
| 2002                      | Kanada západ              | MS 17'                    | 6  | 3  | 6  | 9  | 14 |
| 2003                      | Kanada 18'                | MS 18'                    | 7  | 2  | 2  | 4  | 10 |
| 2004                      | Kanada 20'                | MSJ                       | 6  | 3  | 3  | 6  | 4  |
| 2005                      | Kanada                    | MSJ                       | 6  | 3  | 9  | 12 | 8  |
| 2008                      | Kanada                    | MS                        | 9  | 3  | 11 | 14 | 10 |
| 2010                      | Kanada                    | ZOH                       | 7  | 3  | 4  | 7  | 2  |
| 2012                      | Kanada                    | MS                        | 9  | 3  | 11 | 14 | 10 |
| Juniorská kariéra celkově | Juniorská kariéra celkově | Juniorská kariéra celkově | 25 | 11 | 20 | 31 | 36 |
| Seniorská kariéra celkově | Seniorská kariéra celkově | Seniorská kariéra celkově | 25 | 9  | 26 | 35 | 22 |